# Stemweder Berg

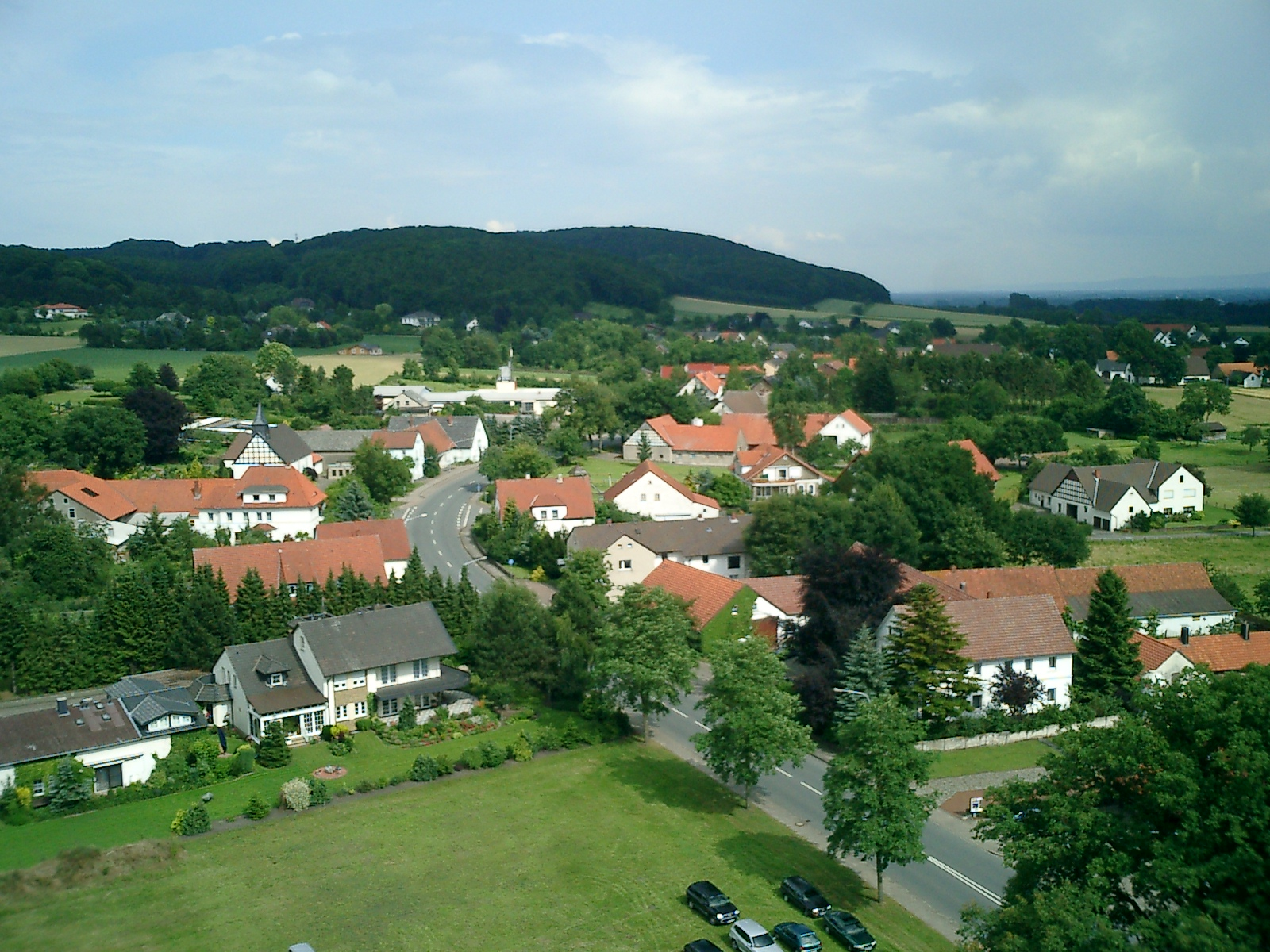
Vy mot Stemweder Berg

Stemweder Berg är en bergsrygg i de tyska förbundslanden Nordrhein-Westfalen och Niedersachsen.
Den höjer sig till upp till 183 meter över havet och ungefär 130 meter över det omgivande slättlandet. Bergstrakten sträcker sig från sydväst till nordost och den är främst täckt av skog. Varje del av skogen tillhör och sköts av en bondgård. Den dominerande bergarten är kalksten. I dalgångarna hittas vanligen ett sandskikt som avlagrades under istiden. Typiskt är ett hedområde norr om bergsryggen. Inget större vattendrag har sin källa i Stemweder Berg. Erosionen har på några ställen skapat ett  litet karstlandskap. Den årliga nederbördsmängden ligger mellan 600 och 720 mm.
På grund av skogsbruk består skogen främst av tall och gran som antagligen har ersatt en ursprunglig bokskog. Inblandat är olika introducerade träd som japansk lärk, sitkagran, douglasgran och arter av hemlocksläktet. Jakten i skogen utförs av regionala skogsägare samt av jägare från andra regioner som köper rättigheter från staten.